# Norwood (Massachusetts)
Norwood – miejscowość w USA, w stanie Massachusetts, w hrabstwie Norfolk.

## Religia
- Parafia św. Piotra